# NGC 2699
NGC 2699 é uma galáxia elíptica (E) localizada na direcção da constelação de Hydra. Possui uma declinação de -03° 07' 38" e uma ascensão recta de 8 horas, 55 minutos e 48,8 segundos.
A galáxia NGC 2699 foi descoberta em 4 de Janeiro de 1862 por Heinrich Louis d'Arrest.